# Höganäs
Höganäs (dansk: Højnæs eller Højenæs) er en by med ca. 13.000 indbyggere i det nordvestlige Skåne. Höganäs er hovedby i Höganäs kommune, Skåne Län, Sverige.
Frem til slutningen af 1700-tallet var Höganäs et lille fiskeleje, men i 1700-tallet blev der opdaget store mængder stenkul og ler i undergrunden. Minedriften og keramikfremstillingen skabte en stor økonomisk fremgang i byen. I 1936 fik byen stadsrettigheder. I dag er byen især kendt for sin keramikindustri.
I Højenæs Museum og Kunsthal (sv) kan man se dinosaur-aftryk, 180 millioner år gamle, som er udgravet i minen. Minearbejderne sagde når de fandt dem, at de var spor efter kæmpekyllinger. Men de er aftryk efter velociraptorer, som er kendt fra for eksempel filmen Jurassic Park (1993).  
I 1960'erne var der færgeforbindelse til Gilleleje. Færgerne var Gilleleje (1964/65) og Götaland (1969).
I 2003 åbnede Keramikens Hus med udstillinger og salg af brugsting og kunstgenstande i keramik.
Höganäs var den første by i det sydlige Sverige, som accepterede euro.

## Galleri
- Højenæs havn
- Højenæs Museum
- En del af keramikudstillingen
- Et af to dinosauraftryk, velociraptor, 180 millioner år gamle, Højenæs Museum.
- Det andet af to dinosaur aftryk, Højenæs Museum.